# Список глав правительства Армении
Список глав правительства Армении включает лиц, занимавших пост премьер-министра Армении или пост главы правительства или подобных исполнительных органов власти в процессе развития современной национальной государственности страны, включая глав независимой первой Республики Армения, ССР Армения в составе союзной республики СССР, союзной республики и вновь независимого государства, а также лидеров существовавшей на территории Армении самопровозглашённой непризнанной Республики Горная Армения.
В настоящее время главой правительства страны является Премьер-министр Республики Армения (арм. Հայաստանի Հանրապետության Վարչապետ). Кандидатура главы правительства выдвигается фракциями Национального собрания на его рассмотрение. После рассмотрения премьер-министр избирается большинством голосов от общего числа депутатов и немедленно назначается президентом.
Использованная в первом столбце таблиц нумерация является условной (цифровая, а также отдельно буквенная для контрреволюционного правительства и правительства Горной Армении); также условным является использование в первом столбце цветовой заливки, служащей для упрощения восприятия принадлежности лиц к различным политическим силам без необходимости обращения к столбцу, отражающему партийную принадлежность. Наряду с партийной принадлежностью, в столбце «Партия» также отражён беспартийный статус персоналий. В столбце «Выборы» отражены состоявшиеся выборные процедуры, сформировавшие состав парламента, утвердившего состав правительства или поддержавшего его. Для удобства список разделён на принятые в историографии периоды истории страны. Приведённые в преамбулах к каждому из разделов описания этих периодов призваны пояснить особенности её политической жизни.

## Республика Армения (1918—1920)
15 (28) ноября 1917 года на совещании представителей политических сил региона был создан Закавказский комиссариат — временное коалиционное правительство в Закавказье, являвшееся на тот момент высшим органом власти в регионе. 10 (23) февраля 1918 года из депутатов, избранных во Всероссийское Учредительное собрание от Закавказья, комиссариат созвал парламент — Закавказский сейм.
13 (26) марта сейм упразднил комиссариат и сформировал Закавказское правительство, 9 (22) апреля провозгласил Закавказье независимой Закавказской Демократической Федеративной Республикой (ЗДФР). В ходе Батумской мирной конференции, проходившей 11—26 мая 1918 года, возникли разногласия между представителями закавказской делегации: грузинские меньшевики достигли двухсторонней договорённости с Германией, а мусаватисты — с Турцией, что предрешило распад ЗДФР. 26 мая Закавказский сейм, признав факт распада федерации, объявил о самороспуске. 28 мая армянский Нацсовет в Тифлисе (ныне Тбилиси) принял Декларацию независимости (арм. Անկախության հռչակագիր), тем самым провозгласив независимой Республику Армения (арм. Հայաստանի Հանրապետություն).

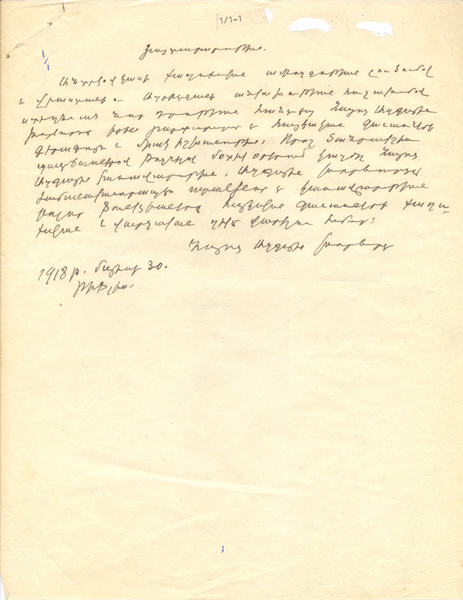
Текст Декларации независимости Армении

В июне 1918 года между Арменией и Турцией был заключён договор, по которому к последней отходили части территории Армении. В августе Национальный совет был сменён Советом Армении, позже переименованным в Парламент. После ухода турецких войск из региона (Турция потерпела поражение в Первой мировой войне) была восстановлена довоенная граница, а на территории Карсской области образована Юго-Западная Кавказская демократическая республика, которая уже в апреле 1919 года была ликвидирована британцами (британские войска находились на территории Армении до августа 1919 года), а сама территория передана Армении. Летом 1920 года возросла напряжённость между Турцией и Арменией из-за территориальных споров, которую усугубил Севрский мирный договор, по которому к последней отходила Западная Армения. Великое национальное собрание Турции отказалось ратифицировать договор, после чего началась армяно-турецкая война. Признав поражение, 2 декабря Армения заключила Александропольский договор, по которому бо́льшая часть страны, включая Западную Армению, отходила к Турции, а также денонсировала Севрский договор. Ранее, в ноябре, в Баку большевиками был создан Военно-революционный комитет Армении, руководители которого обратились к РСФСР за военной поддержкой. 29 ноября части Красной Армии и отряды ВРК заняли Эривань (ныне Ереван), где большевиками была провозглашена Социалистическая Советская Республика Армения.
Курсивом и серым цветом выделены даты начала и окончания полномочий Александра Хатисяна, временно замещавшего Оганеса Каджазнуни, находившегося в США с дипломатической миссией.
|           | Портрет         | Имя (годы жизни)                                                               | Полномочия      | Полномочия     | Партия                            | Наименование должности           | Пр.           |
| Начало    | Портрет         | Имя (годы жизни)                                                               | Окончание       |                | Партия                            | Наименование должности           | Пр.           |
| --------- | --------------- | ------------------------------------------------------------------------------ | --------------- | -------------- | --------------------------------- | -------------------------------- | ------------- |
| 1 (I—IV)  |                 | Оганес Рубенович Каджазнуни (1868—1937) арм. Հովհաննես Ռուբենի Քաջազնունի      | 7 июня 1918     | 4 ноября 1918  | Армянская революционная федерация | Главный министр арм. Նախարարապետ | [ 11 ] [ 12 ] |
| 1 (I—IV)  | 4 ноября 1918   | Оганес Рубенович Каджазнуни (1868—1937) арм. Հովհաննես Ռուբենի Քաջազնունի      | 15 февраля 1919 |                | Армянская революционная федерация | Главный министр арм. Նախարարապետ | [ 11 ] [ 12 ] |
| 1 (I—IV)  | 15 февраля 1919 | Оганес Рубенович Каджазнуни (1868—1937) арм. Հովհաննես Ռուբենի Քաջազնունի      | 28 мая 1919     |                | Армянская революционная федерация | Главный министр арм. Նախարարապետ | [ 11 ] [ 12 ] |
| 1 (I—IV)  | 28 мая 1919     | Оганес Рубенович Каджазнуни (1868—1937) арм. Հովհաննես Ռուբենի Քաջազնունի      | 7 августа 1919  |                | Армянская революционная федерация | Главный министр арм. Նախարարապետ | [ 11 ] [ 12 ] |
| и. о.     |                 | Александр Оганесович Хатисян (1876—1945) арм. Ալեքսանդր Հովհաննեսի Խատիսյան    | 28 мая 1919     | 7 августа 1919 | Армянская революционная федерация | Главный министр арм. Նախարարապետ | [ 13 ] [ 14 ] |
| 2 (I—III) | 7 августа 1919  | Александр Оганесович Хатисян (1876—1945) арм. Ալեքսանդր Հովհաննեսի Խատիսյան    | 5 мая 1920      |                | Армянская революционная федерация | Главный министр арм. Նախարարապետ | [ 13 ] [ 14 ] |
| 3         |                 | Амазасп Оганесович Оганджанян (1873—1947) арм. Համազասպ Հովհաննեսի Օհանջանյանը | 5 мая 1920      | 23 ноября 1920 | Армянская революционная федерация | Главный министр арм. Նախարարապետ | [ 15 ] [ 16 ] |
| 4         |                 | Симон Назарович Врацян (1882—1969) арм. Սիմոն Նազարի Վրացյան                   | 23 ноября 1920  | 2 декабря 1920 | Армянская революционная федерация | Главный министр арм. Նախարարապետ | [ 17 ] [ 18 ] |

### Февральское восстание (1921)
2 декабря 1920 года дашнакское правительство Армении заключило с Турцией Александропольский мирный договор, завершивший армяно-турецкую войну. В тот же день националистическое правительство распустилось, а несогласные с большевистским режимом ушли в горы Зангезура. Во главе зангезурских повстанческих отрядов стал бывший офицер Русской императорской армии Гарегин Нжде. В конце декабря после вытеснения из региона частей РККА местной властью был объявлен Совет Автономного Сюника, позже преобразованный в Правительство Республики Горная Армения. 13 февраля 1921 года зангезурские мятежники захватили Дар-Алагес и Нор-Баязет (ныне Гавар); одновременно с этим, вооружённые восстания вспыхнули в Аштараке, Вагаршапате, Апаране и Ахте. 18 февраля повстанцы захватили Эривань, где в тот же день был сформирован Комитет спасения Родины во главе с бывшим главным министром Республики Армения Симоном Врацяном. В середине марта части Красной Армии совместно с партизанскими отрядами армянских коммунистов перешли в наступление против дашнаков. Большевики взяли под контроль Ахту, Апаран и Аштарак. В конце марта — начале апреля дашнаки были разгромлены силами 11-й советской армии. 2 апреля красноармецы взяли Эривань и восстановили власть на большей части страны, кроме Зангезура, куда были оттеснены мятежники. К июлю войска РККА разбили повстанцев в горах — советская власть была восстановлена на всей территории Армении.
|          | Портрет        | Имя (годы жизни)                                             | Полномочия      | Полномочия                                                              | Партия                            | Наименование должности                                                         | Пр.           |
| Начало   | Портрет        | Имя (годы жизни)                                             | Окончание       |                                                                         | Партия                            | Наименование должности                                                         | Пр.           |
| -------- | -------------- | ------------------------------------------------------------ | --------------- | ----------------------------------------------------------------------- | --------------------------------- | ------------------------------------------------------------------------------ | ------------- |
| А (I—II) |                | Симон Назарович Врацян (1882—1969) арм. Սիմոն Նազարի Վրացյան | 18 февраля 1921 | 21 апреля 1921                                                          | Армянская революционная федерация | Председатель Комитета спасения Родины арм. Հայրենիքի փրկության կոմիտեի նախագահ | [ 17 ] [ 18 ] |
| А (I—II) | 21 апреля 1921 | Симон Назарович Врацян (1882—1969) арм. Սիմոն Նազարի Վրացյան | июль 1921       | Председатель Правительства Армении арм. Հայաստանի կառավարության նախագահ | Армянская революционная федерация |                                                                                | [ 17 ] [ 18 ] |

### Республика Горная Армения (1921)

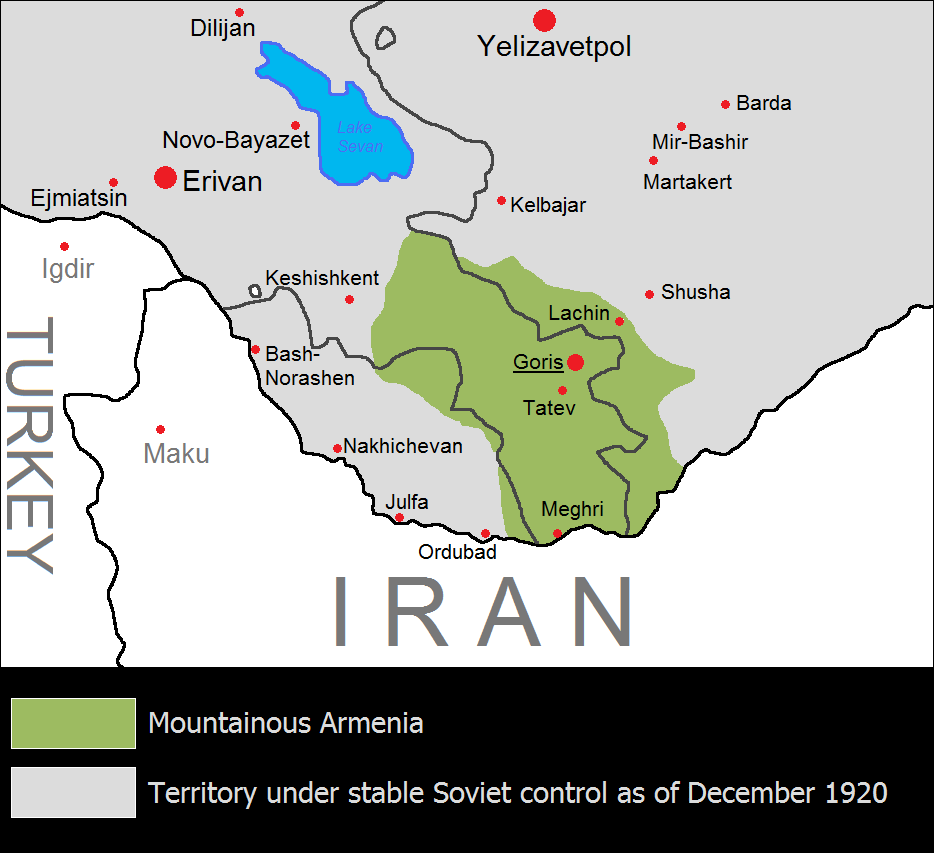
Зелёным показана территория под контролем Горной Армении

26 апреля 1921 года на II Всезангезурском съезде в Татеве была провозглашена Республика Горная Армения (арм. Լեռնահայաստանի հանրապետություն). Её лидером стал премьер-министр Гарегин Нжде, сформировавший правительство. 1 июня, по инициативе перебравшегося в Зангезур правительства Симона Врацяна, Горная Армения была переименована в Республику Армения (арм. Հայաստանի Հանրապետություն), а премьер-министром назначен Врацян. 22 июня советская армия заняла Ехегнадзор, 1 июля Сисиан, 3 июля Горис (фактическую столицу республики), затем Капан. 9 июля Нжде бежал из страны в Персию. 13 июля большевиками был взят Мегри — самопровозглашённое государство прекратило существование.
|        | Портрет | Имя (годы жизни)                                                                | Полномочия     | Полномочия   | Партия                            | Наименование должности                                                                | Пр.           |
| Начало | Портрет | Имя (годы жизни)                                                                | Окончание      |              | Партия                            | Наименование должности                                                                | Пр.           |
| ------ | ------- | ------------------------------------------------------------------------------- | -------------- | ------------ | --------------------------------- | ------------------------------------------------------------------------------------- | ------------- |
| А      |         | Гарегин Егишевич Тер-Арутюнян (1886—1955) арм. Գարեգին Եղիշեի Տեր-Հարությունյան | 27 апреля 1921 | 1 июня 1921  | военный                           | Премьер-министр Республики Горная Армения арм. Լեռնահայաստանի Հանրապետության վարչապետ | [ 20 ] [ 21 ] |
| Б      |         | Симон Назарович Врацян (1882—1969) арм. Սիմոն Նազարի Վրացյան                    | 1 июня 1921    | 13 июля 1921 | Армянская революционная федерация | Премьер-министр Республики Армения арм. Հայաստանի Հանրապետության վարչապետ             | [ 20 ] [ 21 ] |

## ССР Армения (1921—1936) в составе ЗСФСР
В ноябре 1920 года в Баку большевиками был создан Военно-революционный комитет Армении (ВРК), руководители которого обратились к РСФСР за военной поддержкой. 29 ноября части Красной Армии и отряды ВРК заняли Эривань (ныне Ереван), где большевиками была провозглашена Социалистическая Советская Республика Армения (арм. Հայաստանի Սոցիալիստական Խորհրդային Հանրապետություն). В мае 1921 года ВРК был преобразован в Совет народных комиссаров — правительство Армении. 13 октября между правительствами закавказских республик и Турции был подписан Карсский договор, по которому Карсская область окончательно отходила к Турции. На I Всеармянском съезде Советов, проходившем 30 января — 4 февраля 1922 года, была принята Конституция Армении и избран высший орган законодательной власти — Центральный исполнительный комитет (ЦИК).
12 марта 1922 года Армения подписала с советскими Азербайджаном и Грузией договор о создании Федеративного Союза Социалистических Советских Республик Закавказья, который 13 декабря был преобразован в Закавказскую Социалистическую Федеративную Советскую Республику (ЗСФСР). 30 декабря Армения в составе ЗСФСР вошла в СССР. 5 декабря 1936 года на чрезвычайном VIII Всесоюзном съезде Советов была принята новая Конституция СССР, в которой были отражены упразднение ЗСФСР, новое название Армении (Армянская Советская Социалистическая Республика) и её вхождение в состав СССР на правах союзной республики.
|        | Портрет | Имя (годы жизни)                                                                                           | Полномочия      | Полномочия      | Партия                                        | Наименование должности | Пр.           |
| Начало | Портрет | Имя (годы жизни)                                                                                           | Окончание       |                 | Партия                                        | Наименование должности | Пр.           |
| ------ | ------- | --- | --------------- | --------------- | --------------------------------------------- | --- | ------------- |
| 5      |         | Александр Фёдорович Мясникян (1886—1925) арм. Ալեքսանդր Ֆյոդորի Մյասնիկյան                                 | 21 мая 1921     | 21 мая 1922     | Коммунистическая партия (большевиков) Армении | Председатель Совета народных комиссаров Социалистической Советской Республики Армения арм. Հայաստանի Սոցիալիստական Խորհրդային Հանրապետության ժողովրդական կոմիսարների խորհրդի նախագահ | [ 25 ] [ 26 ] |
| 6      |         | Сергей Лукьянович Лукашин (1885—1937) арм. Սարգիս Լուկյանովիչ Լուկաշին урожд. Саргис Лусегенович Срапионян | 21 мая 1922     | 24 июня 1925    | Коммунистическая партия (большевиков) Армении | Председатель Совета народных комиссаров Социалистической Советской Республики Армения арм. Հայաստանի Սոցիալիստական Խորհրդային Հանրապետության ժողովրդական կոմիսարների խորհրդի նախագահ | [ 27 ] [ 28 ] |
| 7 (I)  |         | Саргис Саакович Амбарцумян (1870—1944) арм. Սարգիս Սահակի Համբարձումյան                                    | 24 июня 1925    | 22 марта 1928   | Коммунистическая партия (большевиков) Армении | Председатель Совета народных комиссаров Социалистической Советской Республики Армения арм. Հայաստանի Սոցիալիստական Խորհրդային Հանրապետության ժողովրդական կոմիսարների խորհրդի նախագահ | [ 29 ] [ 30 ] |
| 8      |         | Саак Мирзоевич Тер-Габриэлян (1886—1937) арм. Սահակ Միրզայի Տեր-Գաբրիելյան                                 | 22 марта 1928   | 10 февраля 1935 | Коммунистическая партия (большевиков) Армении | Председатель Совета народных комиссаров Социалистической Советской Республики Армения арм. Հայաստանի Սոցիալիստական Խորհրդային Հանրապետության ժողովրդական կոմիսարների խորհրդի նախագահ | [ 31 ] [ 32 ] |
| 9      |         | Абрам Абрамович Гулоян (1893—1938) арм. Աբրահամ Աբրահամի Գուլոյան                                          | 10 февраля 1935 | 5 декабря 1936  | Коммунистическая партия (большевиков) Армении | Председатель Совета народных комиссаров Социалистической Советской Республики Армения арм. Հայաստանի Սոցիալիստական Խորհրդային Հանրապետության ժողովրդական կոմիսարների խորհրդի նախագահ | [ 33 ] [ 34 ] |

## Армянская ССР (1936—1990) в составе СССР
5 декабря 1936 года на чрезвычайном VIII Всесоюзном съезде Советов была принята новая Конституция СССР, в которой, кроме прочего, было отражено новое название Армении, как союзной республики СССР, — Армянская Советская Социалистическая Республика (арм. Հայկական խորհրդային Սոցիալիստական Հանրապետություն). В марте 1937 года на IX Всеармянском съезде Советов была принята новая армянская конституция, согласно которой высшим органом государственной власти в Армении стал Верховный Совет, избираемый на 4 года.
В феврале 1988 года в условиях демократизации и гласности советской системы областной Совет народных депутатов Нагорно-Карабахской АО потребовал от Азербайджана передать эту населённую преимущественно армянами территорию под контроль Армении. Отказ властей АзССР стал сигналом к дальнейшим действиям; за повсеместными армянскими погромами в Азербайджане последовало массовое изгнание армянского населения из страны, начался азербайджано-армянский конфликт. 23 августа 1990 года Верховный Совет изменил название страны на «Республику Армения» и принял декларацию «О независимости Армении».
|           | Портрет | Имя (годы жизни)                                                              | Полномочия      | Полномочия | Партия | Наименование должности | Пр.           |
| Начало    | Портрет | Имя (годы жизни)                                                              | Окончание       | | Партия | Наименование должности | Пр.           |
| --------- | ------- | ----------------------------------------------------------------------------- | --------------- | --- | --- | --- | ------------- |
| (9)       |         | Абрам Абрамович Гулоян (1893—1938) арм. Աբրահամ Աբրահամի Գուլոյան             | 5 декабря 1936  | февраль 1937 | Коммунистическая партия (большевиков) Армении | Председатель Совета народных комиссаров Армянской Советской Социалистической Республики арм. Հայկական Խորհրդային Սոցիալիստական Հանրապետության ժողովրդական կոմիսարների խորհրդի նախագահ | [ 33 ] [ 34 ] |
| 7 (II)    |         | Саргис Саакович Амбарцумян (1870—1944) арм. Սարգիս Սահակի Համբարձումյան       | март 1937       | май 1937 | Коммунистическая партия (большевиков) Армении | Председатель Совета народных комиссаров Армянской Советской Социалистической Республики арм. Հայկական Խորհրդային Սոցիալիստական Հանրապետության ժողովրդական կոմիսարների խորհրդի նախագահ | [ 29 ] [ 30 ] |
| 10        |         | Степан Егорович Акопов (1897—1938) арм. Ստեփան Եգորովիչ Ակոպով                | май 1937        | 21 сентября 1937 | Коммунистическая партия (большевиков) Армении | Председатель Совета народных комиссаров Армянской Советской Социалистической Республики арм. Հայկական Խորհրդային Սոցիալիստական Հանրապետության ժողովրդական կոմիսարների խորհրդի նախագահ |               |
| 11        |         | Мушег Нерсесович Даниелян (1900—1938) арм. Մուշեղ Ներսեսի Դանիելյան           | сентябрь 1937   | октябрь 1937 | Коммунистическая партия (большевиков) Армении | Председатель Совета народных комиссаров Армянской Советской Социалистической Республики арм. Հայկական Խորհրդային Սոցիալիստական Հանրապետության ժողովրդական կոմիսարների խորհրդի նախագահ | [ 36 ]        |
| 12        |         | Арам Сергеевич Пирузян (1907—1996) арм. Արամ Սերգեյի Փիրուզյան                | 23 ноября 1937  | октябрь 1943 | Коммунистическая партия (большевиков) Армении | Председатель Совета народных комиссаров Армянской Советской Социалистической Республики арм. Հայկական Խորհրդային Սոցիալիստական Հանրապետության ժողովրդական կոմիսարների խորհրդի նախագահ | [ 37 ] [ 38 ] |
| 13 (I—II) |         | Агаси Согомонович Саргсян (1905—1985) арм. Աղասի Սողոմոնի Սարգսյան            | октябрь 1943    | 1946 | Коммунистическая партия (большевиков) Армении | Председатель Совета народных комиссаров Армянской Советской Социалистической Республики арм. Հայկական Խորհրդային Սոցիալիստական Հանրապետության ժողովրդական կոմիսարների խորհրդի նախագահ | [ 39 ] [ 40 ] |
| 13 (I—II) | 1946    | Агаси Согомонович Саргсян (1905—1985) арм. Աղասի Սողոմոնի Սարգսյան            | 29 марта 1947   | Председатель Совета министров Армянской Советской Социалистической Республики арм. Հայկական Սովետական Սոցիալիստական Հանրապետության Մինիստրների խորհրդի նախագահ | Коммунистическая партия (большевиков) Армении | | [ 39 ] [ 40 ] |
| 14        |         | Саак Карапетович Карапетян (1906—1987) арм. Սահակ Կարապետի Կարապետյան         | 29 марта 1947   | Председатель Совета министров Армянской Советской Социалистической Республики арм. Հայկական Սովետական Սոցիալիստական Հանրապետության Մինիստրների խորհրդի նախագահ | Коммунистическая партия (большевиков) Армении | ноябрь 1952 | [ 41 ] [ 42 ] |
| 15        |         | Антон Ервандович Кочинян (1913—1989) арм. Անտոն Երվանդի Քոչինյան              | 20 ноября 1952  | Председатель Совета министров Армянской Советской Социалистической Республики арм. Հայկական Սովետական Սոցիալիստական Հանրապետության Մինիստրների խորհրդի նախագահ | 5 февраля 1966 | Коммунистическая партия Армении | [ 43 ] [ 44 ] |
| 16        |         | Бадал Амаякович Мурадян (1915—1991) арм. Բադալ Հմայակի Մուրադյան              | 5 февраля 1966  | Председатель Совета министров Армянской Советской Социалистической Республики арм. Հայկական Սովետական Սոցիալիստական Հանրապետության Մինիստրների խորհրդի նախագահ | 21 ноября 1972 | Коммунистическая партия Армении | [ 45 ] [ 46 ] |
| 17        |         | Григорий Агафонович Арзуманян (1919—1976) арм. Գրիգոր Աղաֆոնի Արզումանյան     | 21 ноября 1972  | Председатель Совета министров Армянской Советской Социалистической Республики арм. Հայկական Սովետական Սոցիալիստական Հանրապետության Մինիստրների խորհրդի նախագահ | 28 ноября 1976 | Коммунистическая партия Армении | [ 47 ] [ 48 ] |
| и. о.     |         | Герасим Арамаисович Мартиросян (1926—1993) арм. Գերասիմ Արամայիսի Մարտիրոսյան | 28 ноября 1976  | 17 января 1977 | Первый заместитель Председателя Совета министров Армянской Советской Социалистической Республики арм. Հայկական Սովետական Սոցիալիստական Հանրապետության Մինիստրների խորհրդի նախագահի առաջին տեղակալ | Коммунистическая партия Армении | [ 49 ] [ 50 ] |
| 18        |         | Фадей Тачатович Саргсян (1923—2010) арм. Ֆադեյ Տաճատի Սարգսյան                | 17 января 1977  | 16 января 1989 | Председатель Совета министров Армянской Советской Социалистической Республики арм. Հայկական Սովետական Սոցիալիստական Հանրապետության Մինիստրների խորհրդի նախագահ                                    | Коммунистическая партия Армении | [ 51 ] [ 52 ] |
| 19        |         | Владимир Суренович Маркарьянц (1934—2000) арм. Վլադիմիր Սուրենի Մարգարյանց    | 16 января 1989  | 13 августа 1990 | Председатель Совета министров Армянской Советской Социалистической Республики арм. Հայկական Սովետական Սոցիալիստական Հանրապետության Մինիստրների խորհրդի նախագահ                                    | Коммунистическая партия Армении | [ 53 ] [ 54 ] |
| 20        |         | Вазген Микаэлович Манукян (1946—) арм. Վազգեն Միքայելի Մանուկյան              | 13 августа 1990 | 23 августа 1990 | Председатель Совета министров Армянской Советской Социалистической Республики арм. Հայկական Սովետական Սոցիալիստական Հանրապետության Մինիստրների խորհրդի նախագահ                                    | Армянское общенациональное движение | [ 55 ] [ 56 ] |

## Республика Армения (с 1990)
23 августа 1990 года Верховный Совет изменил название страны на Республику Армения (арм. Հայաստանի Հանրապետություն) и принял Декларацию о независимости Армении. В марте 1991 года руководство Армении отказалось проводить на территории страны референдум о сохранении СССР, вместо него в сентябре был проведён референдум о независимости Армении, который подтвердил независимость республики от СССР. В 1995 году путём референдума была принята Конституция, устанавливающая президентскую форму правления с возможностью избираться на пятилетний срок.
В октябре 1999 года вооружённая группировка захватила парламент и расстреляла 8 человек, в том числе премьер-министра Армении Вазгена Саргсяна. В 2005 году по результатам референдума были приняты поправки в Конституцию, закрепившие полупрезидентскую форму правления. В 2015 году состоялся референдум, по результатам которого форма правления страны переходила от полупрезидентской (смешанной) к парламентской, с возможностью избираться на семилетний срок только один раз.
Курсивом и серым цветом выделены даты начала и окончания полномочий Арарата Мирзояна, временно замещавшего Никола Пашиняна, находившегося в отпуске.
|            | Портрет                          | Имя (годы жизни)                                                          | Полномочия       | Полномочия       | Партия                              | Выборы               | Кабинет            | Пр.           |
| Начало     | Портрет                          | Имя (годы жизни)                                                          | Окончание        |                  | Партия                              | Выборы               | Кабинет            | Пр.           |
| ---------- | -------------------------------- | ------------------------------------------------------------------------- | ---------------- | ---------------- | ----------------------------------- | -------------------- | ------------------ | ------------- |
| (20)       |                                  | Вазген Микаэлович Манукян (1946—) арм. Վազգեն Միքայելի Մանուկյան          | 23 августа 1990  | 25 сентября 1991 | Армянское общенациональное движение | 1990                 | Манукян            | [ 55 ] [ 56 ] |
|            | Национально-демократический союз | Вазген Микаэлович Манукян (1946—) арм. Վազգեն Միքայելի Մանուկյան          | 23 августа 1990  | 25 сентября 1991 |                                     | 1990                 | Манукян            | [ 55 ] [ 56 ] |
| и. о.      |                                  | Грант Араратович Багратян (1958—) арм. Հրանտ Արարատի Բագրատյան            | 26 сентября 1991 | 22 ноября 1991   | Армянское общенациональное движение | 1990                 | Манукян            | [ 59 ] [ 60 ] |
| 21         |                                  | Гагик Гарушевич Арутюнян (1948—) арм. Գագիկ Գարուշի Հարությունյան         | 22 ноября 1991   | 30 июля 1992     | беспартийный                        | 1990                 | Гагик Арутюнян     | [ 61 ] [ 62 ] |
| 22         |                                  | Хосров Меликович Арутюнян (1948—) арм. Խոսրով Մելիքի Հարությունյան        | 30 июля 1992     | 2 февраля 1993   | беспартийный                        | 1990                 | Хосров Арутюнян    | [ 63 ] [ 64 ] |
| и. о.      |                                  | Грант Араратович Багратян (1958—) арм. Հրանտ Արարատի Բագրատյան            | 2 февраля 1993   | 12 февраля 1993  | Армянское общенациональное движение | 1990                 | Хосров Арутюнян    | [ 59 ] [ 60 ] |
| 23 (I—II)  | 12 февраля 1993                  | Грант Араратович Багратян (1958—) арм. Հրանտ Արարատի Բագրատյան            | 26 июля 1995     | Багратян (I)     | Армянское общенациональное движение | 1990                 |                    | [ 59 ] [ 60 ] |
| 23 (I—II)  | 26 июля 1995                     | Грант Араратович Багратян (1958—) арм. Հրանտ Արարատի Բագրատյան            | 4 ноября 1996    | 1995             | Армянское общенациональное движение | Багратян (II)        |                    | [ 59 ] [ 60 ] |
| 24         |                                  | Армен Варданович Саргсян (1953—) арм. Արմեն Վարդանի Սարգսյան              | 4 ноября 1996    | 1995             | 20 марта 1997                       | беспартийный         | Армен Саргсян      | [ 65 ] [ 66 ] |
| 25         |                                  | Роберт Седракович Кочарян (1954—) арм. Ռոբերտ Սեդրակի Քոչարյան            | 20 марта 1997    | 1995             | 10 апреля 1998                      | беспартийный         | Кочарян            | [ 67 ] [ 68 ] |
| 26         |                                  | Армен Размикович Дарбинян (1965—) арм. Արմեն Ռազմիկի Դարբինյան            | 10 апреля 1998   | 1995             | 11 июня 1999                        | беспартийный         | Дарбинян           | [ 69 ] [ 70 ] |
| 27         |                                  | Вазген Завенович Саргсян (1959—1999) арм. Վազգեն Զավենի Սարգսյան          | 11 июня 1999     | 27 октября 1999  | Республиканская партия Армении      | 1999                 | Вазген Саргсян     | [ 71 ] [ 72 ] |
| и. о.      |                                  | Роберт Седракович Кочарян (1954—) арм. Ռոբերտ Սեդրակի Քոչարյան            | 29 октября 1999  | 3 ноября 1999    | беспартийный                        | 1999                 | Вазген Саргсян     | [ 67 ] [ 68 ] |
| 28         |                                  | Арам Завенович Саргсян (1961—) арм. Արամ Զավենի Սարգսյան                  | 3 ноября 1999    | 2 мая 2000       | Республиканская партия Армении      | 1999                 | Арам Саргсян       | [ 73 ] [ 74 ] |
| и. о.      |                                  | Роберт Седракович Кочарян (1954—) арм. Ռոբերտ Սեդրակի Քոչարյան            | 2 мая 2000       | 12 мая 2000      | беспартийный                        | 1999                 | Арам Саргсян       | [ 67 ] [ 68 ] |
| 29 (I—II)  |                                  | Андраник Наапетович Маргарян (1951—2007) арм. Անդրանիկ Նահապետի Մարգարյան | 12 мая 2000      | 25 мая 2003      | Республиканская партия Армении      | 1999                 | Маргарян (I)       | [ 75 ] [ 76 ] |
| 29 (I—II)  | 25 мая 2003                      | Андраник Наапетович Маргарян (1951—2007) арм. Անդրանիկ Նահապետի Մարգարյան | 25 марта 2007    | 2003             | Республиканская партия Армении      | Маргарян (II)        |                    | [ 75 ] [ 76 ] |
| и. о.      |                                  | Серж Азатович Саргсян (1954—) арм. Սերժ Ազատի Սարգսյան                    | 26 марта 2007    | 2003             | Республиканская партия Армении      | Маргарян (II)        | 4 апреля 2007      | [ 77 ] [ 78 ] |
| 30 (I—II)  | 4 апреля 2007                    | Серж Азатович Саргсян (1954—) арм. Սերժ Ազատի Սարգսյան                    | 7 июня 2007      | 2003             | Республиканская партия Армении      | Серж Саргсян (I)     |                    | [ 77 ] [ 78 ] |
| 30 (I—II)  | 7 июня 2007                      | Серж Азатович Саргсян (1954—) арм. Սերժ Ազատի Սարգսյան                    | 9 апреля 2008    | 2007             | Республиканская партия Армении      | Серж Саргсян (II)    |                    | [ 77 ] [ 78 ] |
| 31 (I—III) |                                  | Тигран Суренович Саргсян (1960—) арм. Տիգրան Սուրենի Սարգսյան             | 9 апреля 2008    | 2007             | Республиканская партия Армении      | 3 июня 2012          | Тигран Саргсян (I) | [ 79 ] [ 80 ] |
| 31 (I—III) | 3 июня 2012                      | Тигран Суренович Саргсян (1960—) арм. Տիգրան Սուրենի Սարգսյան             | 19 апреля 2013   | 2012             | Республиканская партия Армении      | Тигран Саргсян (II)  |                    | [ 79 ] [ 80 ] |
| 31 (I—III) | 19 апреля 2013                   | Тигран Суренович Саргсян (1960—) арм. Տիգրան Սուրենի Սարգսյան             | 13 апреля 2014   | 2012             | Республиканская партия Армении      | Тигран Саргсян (III) |                    | [ 79 ] [ 80 ] |
| 32         |                                  | Овик Аргамович Абраамян (1958—) арм. Հովիկ Արգամի Աբրահամյան              | 13 апреля 2014   | 2012             | Республиканская партия Армении      | 13 сентября 2016     | Абраамян           | [ 81 ] [ 82 ] |
| 33 (I—II)  |                                  | Карен Вильгельмович Карапетян (1963—) арм. Կարեն Վիլհելմի Կարապետյան      | 13 сентября 2016 | 2012             | Республиканская партия Армении      | 18 мая 2017          | Карапетян (I)      | [ 83 ] [ 84 ] |
| 33 (I—II)  | 18 мая 2017                      | Карен Вильгельмович Карапетян (1963—) арм. Կարեն Վիլհելմի Կարապետյան      | 9 апреля 2018    | 2017             | Республиканская партия Армении      | Карапетян (II)       |                    | [ 83 ] [ 84 ] |
| и. о.      | 9 апреля 2018                    | Карен Вильгельмович Карапетян (1963—) арм. Կարեն Վիլհելմի Կարապետյան      | 17 апреля 2018   | 2017             | Республиканская партия Армении      | Карапетян (II)       |                    | [ 83 ] [ 84 ] |
| 30 (III)   |                                  | Серж Азатович Саргсян (1954—) арм. Սերժ Ազատի Սարգսյան                    | 17 апреля 2018   | 2017             | Республиканская партия Армении      | 23 апреля 2018       | Серж Саргсян (III) | [ 77 ] [ 78 ] |
| и. о.      |                                  | Карен Вильгельмович Карапетян (1963—) арм. Կարեն Վիլհելմի Կարապետյան      | 23 апреля 2018   | 2017             | Республиканская партия Армении      | 8 мая 2018           | Серж Саргсян (III) | [ 83 ] [ 84 ] |
| 34 (I)     |                                  | Никол Воваевич Пашинян (1975—) арм. Նիկոլ Վովայի Փաշինյան                 | 8 мая 2018       | 2017             | 16 октября 2018                     | Гражданский договор  | Пашинян (I)        | [ 85 ] [ 86 ] |
| и. о.      | 16 октября 2018                  | Никол Воваевич Пашинян (1975—) арм. Նիկոլ Վովայի Փաշինյան                 | 14 января 2019   | 2017             |                                     | Гражданский договор  | Пашинян (I)        | [ 85 ] [ 86 ] |
| 34 (II)    | 14 января 2019                   | Никол Воваевич Пашинян (1975—) арм. Նիկոլ Վովայի Փաշինյան                 | 25 апреля 2021   | 2018             | Пашинян (II)                        | Гражданский договор  |                    | [ 85 ] [ 86 ] |
| и. о.      | 25 апреля 2021                   | Никол Воваевич Пашинян (1975—) арм. Նիկոլ Վովայի Փաշինյան                 | 2 августа 2021   | 2018             | Пашинян (II)                        | Гражданский договор  |                    | [ 85 ] [ 86 ] |
| 34 (III)   | 2 августа 2021                   | Никол Воваевич Пашинян (1975—) арм. Նիկոլ Վովայի Փաշինյան                 | действующий      | 2021             | Пашинян (III)                       | Гражданский договор  |                    | [ 85 ] [ 86 ] |
| и. о.      |                                  | Арарат Самвелович Мирзоян (1979—) арм. Արարատ Սամվելի Միրզոյան            | 26 ноября 2018   | 5 декабря 2018   | 2017                                | Гражданский договор  | Пашинян (I)        | [ 87 ] [ 88 ] |